# Goniothalamus kinabaluensis
Goniothalamus kinabaluensis är en kirimojaväxtart som beskrevs av Nguyên Tiên Bân och Mat-salleh. Goniothalamus kinabaluensis ingår i släktet Goniothalamus och familjen kirimojaväxter. Inga underarter finns listade i Catalogue of Life.